# 1189 Terentia
1189 Terentia este un asteroid din centura principală, descoperit pe 17 septembrie 1930, de Grigori Neuimin.